# Musée des arômes et du parfum de Graveson
 (juillet 2018).
Si vous disposez d'ouvrages ou d'articles de référence ou si vous connaissez des sites web de qualité traitant du thème abordé ici, merci de compléter l'article en donnant les références utiles à sa vérifiabilité et en les liant à la section « Notes et références ».

Le Musée des arômes et du parfum est un musée français fondé en 1989 à Graveson dans le département des Bouches-du-Rhône, en région Provence-Alpes-Côte d'Azur.
Ce musée présente un jardin de plantes aromatiques en culture biologique, une collection d'alambics parmi la plus belle d'Europe, une table d'odoration pour tester son nez, une collection de flacons, d'étiquettes et autres objets de fabrication du parfum. Ce lieu, plus complet qu'un musée, comprend également un espace de massage, une boutique des arômes et un lieu de formation à l'aromathérapie et autres techniques de massage et respiration. 

## Historique
En 1987, Nelly Grosjean, créatrice du musée des arômes et du parfum, rebaptise le mas du Marin en mas de la Chevêche. À l'époque où les Romains bâtissaient le pont du Gard, probablement dans la première moitié du Ier siècle, ce mas était une belle villa gallo-romaine située au centre d'une grande propriété de plus de cinq cents hectares. Au fil des ans, elle s'est morcelée : au XIVe siècle, elle appartenait aux Franciscains de la communauté des Cordeliers d'Avignon, qui en géraient les pâturages et les vignes (d'où la présence de caves) ; au XVIIIe siècle, la propriété couvrait environ cent hectares et fut baptisée mas de Marin, du nom de la famille noble qui l'avait acquise. Elle appartint ensuite au chevalier Mourret, maire de Tarascon. Au XIXe siècle, la vigne est sa principale ressource. Depuis, terrains et bâtiments ont été vendus à plusieurs reprises. À l'arrivée de Nelly Grosjean, seule habitait les lieux abandonnés une chevêche, chouette aux yeux blancs dont le plumage brun et roux lui dessinait une jolie pèlerine. 

## Collections
Sur une superficie de 1200m2, répartie en différents espaces et salles, le musée présente des collections classées par thème  : bois, verre, papiers, époques des flacons, étiquettes. On y trouve :
- près de cinquante alambics d'époque et de tailles différentes ;
- des concentreurs et autres extracteurs ;
- une usine miniature de la fin du XIXe siècle en état de fonctionnement ;
- la réplique d'un laboratoire sensiblement de la même époque ;
- de précieux instruments de mesure ;
- un orgue du parfumeur ;
- des essenciers et estagnons ;
- des dizaines de flacons rares, des plus belles signatures des maîtres-verriers ;
- une collection de flacons de conservations des huiles essentielles, eaux florales et autres pots à pommades d’antan ;
- une technique d'extraction datant de l'Antiquité : l'enfleurage.